# Dennis O'Keefe
Dennis O'Keefe, geboren als Edward Vanes Flanagan Jr. (Fort Madison (Iowa), 29 maart 1908 – Santa Monica (Californië), 31 augustus 1968) was een Amerikaans filmacteur en schrijver.

## Jonge jaren
Dennis O'Keefe was de zoon van Edward en Charlotte Flanagan, Ierse vaudeville-artiesten, met wie hij als kind samen in de Verenigde Staten optrad. Hij studeerde aan de University of Southern California, maar onderbrak zijn studie na het overlijden van zijn vader, om opnieuw als vaudeville-artiest aan het werk te gaan.

## Carrière
Vanaf 1931 was O'Keefe onder de naam Bud Flanagan als figurant in diverse films te zien. Na het vertolken van een kleine, maar indrukwekkende rol in Saratoga (1937), werd hij door zijn medespeler Clark Gable bij Metro-Goldwyn-Mayer geïntroduceerd. Hier ontving hij een contract en werd zijn naam veranderd in Dennis O'Keefe. O'Keefe vertrok rond 1940 bij MGM, maar bleef acteren in actie- en misdaadfilms, komedies en drama's. Door zijn rol in The Story of Dr. Wassell (1944) (met Gary Cooper), een film van Cecil B. DeMille, werd hij bij het grote publiek bekend als komisch acteur. Vanaf het midden van de jaren veertig was hij onder contract bij Edward Small en speelde hij in een aantal film noirklassiekers, zoals T-Men (1947) (met Wallace Ford) en Raw Deal (1948) (met Claire Trevor en Raymond Burr), beide geregisseerd door Anthony Mann, maar ook Walk a Crooked Mile (1948) (met Louis Hayward), Abandoned (1949) en Woman on the Run (1950) (met Ann Sheridan). In de jaren vijftig was O'Keefe, naast zijn reguliere acteerwerk in films, ook actief als acteur voor radio- en televisie, regisseur en schrijver (onder het pseudoniem Jonathan Ricks).  Van 1959 tot en met 1960 had O'Keefe een eigen - door United Artists Television geproduceerde - sitcom op televisie, genaamd The Dennis O'Keefe Show, die door CBS werd uitgezonden.

## Privéleven
O'Keefe was onder meer getrouwd met actrice en danseres Steffi Duna. Zij kregen samen een zoon, James O'Keefe, die een bekend filmproducent werd.

## Overlijden
Dennis O'Keefe, tijdens zijn leven een stevige roker, stierf in 1968 op zestigjarige leeftijd aan longkanker en werd begraven in Forest Lawn Memorial Park (Glendale).

## Filmografie
Als "Bud Flanagan":
- Reaching for the Moon (1930)
- Cimarron (1931) (uncredited)
- Smart Woman (1931) (uncredited)
- Cocktail Hour (1933) (uncredited)
- Lady Killer (1933)
- Fog Over Frisco (1934)
- Transatlantic Merry-Go-Round (1934)
- Jimmy the Gent (1934)
- Thirteen Hours by Air (1936)
- Saratoga (1937) as Second Bidder/Dancer at party (uncredited)

Als "Dennis O'Keefe":
- Conquest (1937) als Jan Walewska (niet vermeld)
- The Bad Man of Brimstone (1937)
- Hold That Kiss (1938)
- The Chaser (1938)
- Vacation from Love (1938)
- Burn 'Em Up O'Connor (1939)
- Unexpected Father (1939)
- The Kid from Texas (1939)
- Topper Returns (1940)
- Weekend for Three (1941)
- Broadway Limited (1941)
- Lady Scarface (1941)
- The Affairs of Jimmy Valentine (1942)
- Moonlight Masquerade (1942)
- Hangmen Also Die! (1943)
- The Leopard Man (1943)
- Tahiti Honey (1943)
- Good Morning, Judge (1943)
- Abroad with Two Yanks (1944)
- The Fighting Seabees (1944)
- The Story of Dr. Wassell (1944)
- Up in Mabel's Room (1944)
- Earl Carroll Vanities (1945)
- Brewster's Millions (1945)
- The Affairs of Susan (1945)
- Getting Gertie's Garter (1945)
- Her Adventurous Night (1946)
- Doll Face (1946)
- Mr. District Attorney (1947)
- Dishonored Lady (1947)
- T-Men (1947)
- Raw Deal (1948)
- Walk a Crooked Mile (1948)
- Siren of Atlantis (1949)
- Cover Up (1949)
- Abandoned (1949)
- The Great Dan Patch (1949)
- Woman on the Run (1950)
- The Company She Keeps (1950)
- The Eagle and the Hawk (1950)
- Follow the Sun (1951)
- Passage West (1951)
- One Big Affair (1952)
- Everything I Have Is Yours (1952)
- The Lady Wants Mink (1953)
- The Fake (1953)
- The Diamond, aka The Diamond Wizard (1954)
- Drums of Tahiti (1954)
- Angela (1955)
- Las Vegas Shakedown (1955)
- Chicago Syndicate (1955)
- Inside Detroit (1956)
- Dragoon Wells Massacre (1957)
- Sail Into Danger (1957)
- Lady of Vengeance (1957)
- All Hands on Deck (1961)
- The Naked Flame (1964)

- Biblioteca Nacional de España: XX1731470
- Bibliothèque nationale de France: cb140308596 (data)
- Gemeinsame Normdatei: 1061266419
- International Standard Name Identifier: 0000 0000 2551 712X
- Library of Congress Control Number: n78079238
- Nationale Bibliotheek van Israël: 987007442104705171
- Nederlandse Thesaurus van Auteursnamen: 314371427
- Système universitaire de documentation: 059762063
- Virtual International Authority File: 66665373
- WorldCat: E39PBJyRDkxG88JvGyGqF8Kcfq